# Ecnomus areion
Ecnomus areion är en nattsländeart som beskrevs av Malicky 1999. Ecnomus areion ingår i släktet Ecnomus och familjen trattnattsländor. Inga underarter finns listade i Catalogue of Life.